# 東邦金属
東邦金属株式会社（とうほうきんぞくかぶしきかいしゃ）は大阪府大阪市中央区備後町に本社を置く、タングステン・モリブデン・超硬合金・レアメタル合金等の製品製造・研究開発を行っている会社である。太陽鉱工の子会社。
日本で初めて電球用フィラメントを製造した会社であるが、近年ではタングステン製放射線遮蔽生地や対人地雷除去装置の部品供給、産学連携事業による新製品の開発等にも取り組んでいる。
社名・業種の似た東邦亜鉛、東邦チタニウム、東邦金属工業とは関係ない。

## 事業内容
- タングステン、モリブデンおよび高融点金属製品の製造販売
- タングステン重合金、銅タングステン合金の製造販売
- 鉱山都市土木用工具および超硬合金製品の製造販売
- 前各号の製品製造機械設備の設計、製作、およびその販売

## 事業所
- 営業拠点
  - 本社 大阪府大阪市中央区備後町2丁目4番9号 日本精化ビル
  - 東京支店 東京都港区新橋5丁目28番7号 新橋安達ビル

- 生産拠点
  - 門司工場 福岡県北九州市小森江2丁目1番23号
  - 寝屋川工場 大阪府寝屋川市池田西町26番5号

## 沿革
- 1918年11月 - 鈴木商店（神戸市）の関係会社として日本冶金（株）を設立、米国インディペンデント社の協力を得て、日本初の電球用フィラメントの製造を行い、粉末冶金によるタングステン・モリブデンの一貫製造販売を開始。
- 1950年2月 - 日本冶金（株）（昭和24年解散）の関係者を中心として東邦金属（株）を設立、大阪市東淀川区に大阪工場を設置し、タングステン接点の製造販売を開始。
- 1950年10月 - 元日本冶金（株）門司工場を買収。
- 1951年2月 - 門司工場にてタングステン・モリブデン精錬加工の一貫作業による生産を開始。
- 1957年9月 - 大阪工場内に超硬合金工場を建設、超硬合金の製造販売を開始。
- 1959年8月 - 大阪府寝屋川市に工場用地23,000を買収、寝屋川工場建設に着手。
- 1960年3月 - 寝屋川工場第一期工事完成、門司工場からタングステン加工部門を移管。
- 1963年10月 - 大阪工場を超硬合金専門工場とし、同工場の接点部門を寝屋川工場へ移管。
- 1964年10月 - 大阪証券取引所市場第二部に上場。
- 1970年7月 - 寝屋川工場接点部門の一部を門司工場へ移管。
- 1972年7月 - 増産と合理化を目的に大阪工場を寝屋川工場へ移転併合。
- 1973年12月 - 関係会社「北海タングステン工業（株）」を北海道深川市に設立。
- 1977年6月 - ルーマニア向けタングステン及び モリブデン製造プラント並びにそのノウハウの輸出成約。
- 1980年12月 - ソ連向けタングステン製造プラント並びにそのノウハウの輸出成約。
- 1989年10月 - 門司工場新スエージ工場完成。
- 1994年1月 - 中国（自貢）向けモリブデン製造プラント並びにそのノウハウの輸出成約。
- 1996年10月 - 北海タングステン工業（株）を吸収合併。
- 1999年11月 - 全事業所にてISO9002の認証を取得。
- 2002年5月 - 全事業所にてISO14001の認証を取得。
- 2002年11月 - 全事業所にてISO9001：2000の認証を取得。
- 2004年11月 - 深川工場新加工品工場完成。
- 2009年9月 - 深川工場閉鎖。
- 2011年10月 - タングステン製放射線遮蔽生地を繊維メーカーと共同開発に成功。
- 2013年7月 - 東京証券取引所と大阪証券取引所との現物市場の統合に伴い、東京証券取引市場第二部に上場。
- 2015年8月 - 熊本大学との共同開発でKUMADAI 耐熱マグネシウム合金の極細ワイヤー（線径0.05𝑚𝑚）を開発。
- 2018年5月 - KUMADAI 耐熱マグネシウム合金の極細ワイヤーの世界記録を更新（線経0.05𝑚𝑚→0.03𝑚𝑚）[4]。
- 2024年
  - 3月 - 筆頭株主の太陽鉱工（株）が株式公開買付けにより議決権所有割合ベースで持株比率を93.02%とし、親会社となる[5]。
  - 4月17日 - 東京証券取引所スタンダード市場上場廃止[1]。
  - 4月19日 - 株式売渡請求により、太陽鉱工の完全子会社となる予定。